# Тарасова, София Михайловна
София Михайловна Тарасова (укр. Софія Михайлівна Тарасова; род. 31 марта 2001, Киев) — украинская певица, представительница Украины на песенном конкурсе «Детское Евровидение – 2013», где заняла 2 место, победительница «Детской Новой волны 2013» и конкурса «Sanremo Junior 2015». С 2020 года выступает под псевдонимом SOFA. Бывшая солистка группы «ВИА Гра» (2020—2022).

## Биография

### 2001—2017: Начало карьеры
София Тарасова родилась 31 марта 2001 года в Киеве. В 2 года её приняли в группу одарённых детей в Музыкальной академии им. Р. Глиэра. Преподаватели говорили, что у неё абсолютный слух. Участвовала в большом количестве конкурсов, как украинских, так и международных.

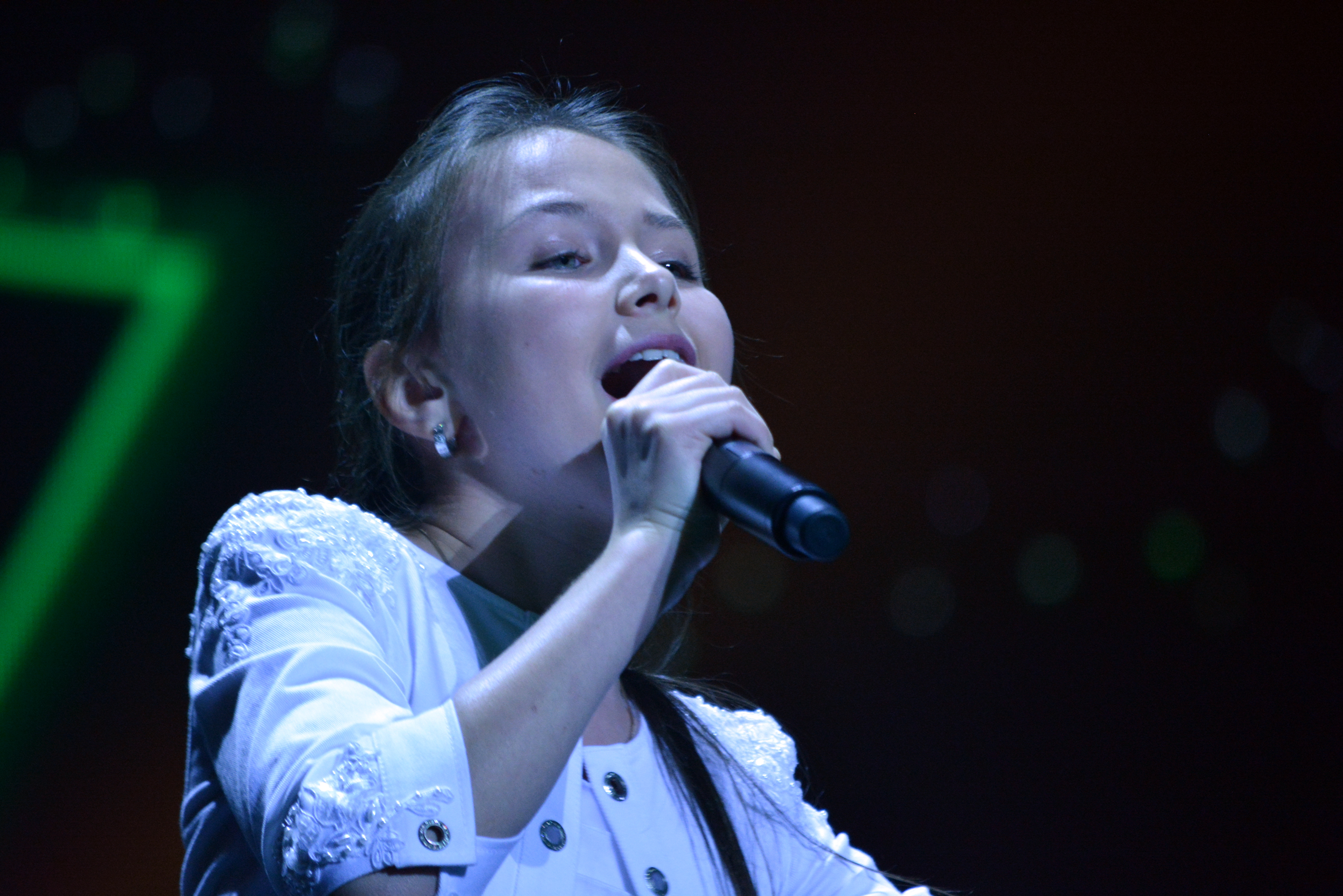
София Тарасова в финале «Детского Евровидения 2013»

В 2012 году принимала участие в украинском телевизионном проекте «Голос. Дети», где была в команде Тины Кароль. Не дошла до финала.
В августе 2013 года стала победительницей на фестивале «Детская Новая волна». До этого пробовалась на конкурс 4 года подряд.
Победа в украинском национальном отборе на «Детское Евровидение 2013» досталась с четвертой попытки, она дала ей возможность представлять страну в финале конкурса, который прошёл 30 ноября 2013 года в Киеве. За несколько дней до финала «Детского Евровидения» Тарасова заболела, как предположили журналисты, ангиной, что могло повлиять на её выступление. Заняла на конкурсе 2 место, уступив мальтийке Гайе Кауки.
В 2014 году в составе сводного хора «Дети Земли» (в котором объединились группа Open Kids, учащиеся из школы-студии «Республика KIDS» и другие известные дети) записала песню «Мир без войны».

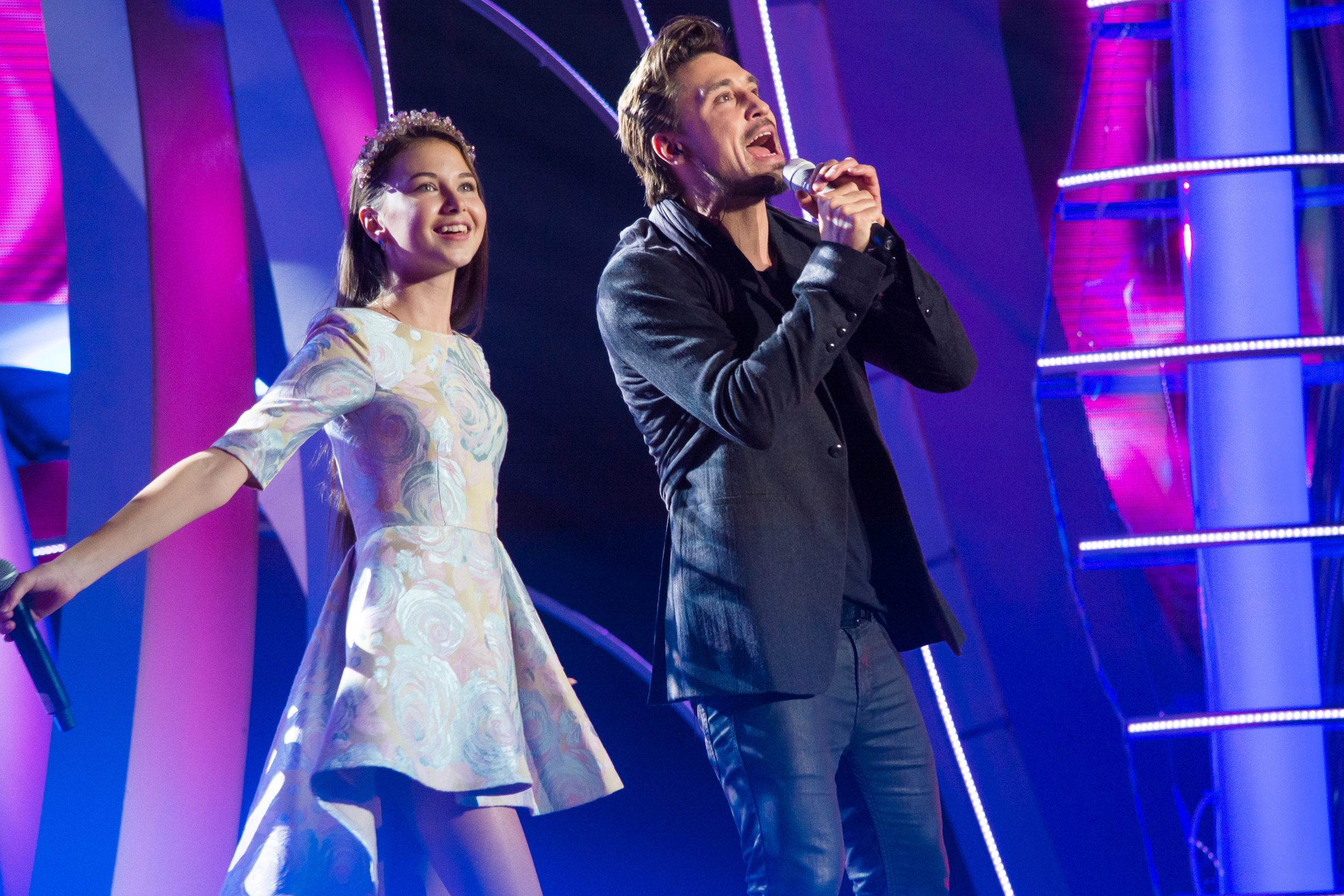
София Тарасова и Дима Билан на «Рождественской Песенке года 2015»

В 2015 году стала обладательницей Гран-при конкурса «Sanremo Junior 2015» в Италии. Победу Тарасовой принесла песня «Please, Don’t Make Me Love You», которую она исполнила в сопровождении симфонического оркестра.
В 2017 году была приглашена в новый проект британского продюсера Саймона Фуллера Now United как одна из представительниц России. Проведя неделю в Лос-Анджелесе в подготовительном этапе Boot Camp, отказалась от участия.
Также в 2017 году стала ведущей Новогоднего огонька на канале UA: Первый вместе с Тимуром Мирошниченко и SOE.
Исполнитель песен «Верь мне», «Восьмое чудо», «Лететь высоко», «Неба дожди».
Выступала дуэтом с Димой Биланом («Не молчи», «Когда растает лед»), Тимуром Родригезом («Лучше не будет никогда»), Филиппом Киркоровым («Радость моя»), Ани Лорак («Оранжевые сны»), Нюшей («Вою на луну») и другими.

### С 2018
В 2018 году поступила в Санкт-Петербургский государственный университет. В этом же году стала участницей российского телешоу «Голос-7» и на этапе «слепых прослушиваний», исполняя песню Уитни Хьюстон «I’m Your Baby Tonight», развернула все четыре кресла наставников. Тарасова выбрала команду Константина Меладзе. Пройдя этап «Поединки» и «Нокауты», прошла в первый прямой эфир. Выбыла в полуфинале.
Начала выступать под псевдонимом SOFA и выпустила синглы «Мы стоим у воды», «Киев-Москва», «Харизма».
Выпустила синглы «Не обижай меня» и дуэтный «Одуванчиков поле», выпустила EP-альбом «Творец».
6 ноября стало известно, что Тарасова вошла в состав украинской поп-группы «ВИА Гра».
30 марта 2023 года София Тарасова объявила в своём аккаунте в Instagram о начале сольной карьеры в Германии.

## Награды и премии
- 2012
  - участница телевизионного проекта «Голос. Дети» (Украина)
- 2013
  - I место на Детской Новой волне
  - II место в финале конкурса песни «Детское Евровидение»
- 2015
  - Гран-при «Sanremo Junior 2015»[27]
  - «Будущее нации»
  - «Надежда тысячелетия»

## Дискография

### Сольные синглы
| Год  | Название                             |
| ---- | ------------------------------------ |
| 2012 | Життєвий пазл                        |
| 2013 | We Are One                           |
| 2013 | Змінити все                          |
| 2013 | Брюнетки краще                       |
| 2014 | Верь мне                             |
| 2015 | Восьмое чудо                         |
| 2015 | Неба дожди                           |
| 2015 | Сестра                               |
| 2016 | Лететь высоко                        |
| 2016 | Forever Young                        |
| 2016 | Дощi                                 |
| 2018 | Leave Me Alone                       |
| 2019 | Мы стоим у воды                      |
| 2019 | Киев — Москва                        |
| 2020 | Харизма                              |
| 2020 | Не обижай меня                       |
| 2020 | Одуванчиков поле (feat. MARUSHOVA)   |
| 2023 | Почему я? (feat. Константин Меладзе) |

### Сольные альбомы
| Год  | Название    | Дата            | Треки                                                                            |
| ---- | ----------- | --------------- | -------------------------------------------------------------------------------- |
| 2020 | Творец (EP) | 21 августа 2020 | 1. Intro 2. Тропу не вижу 3. Гордости пороки 4. На двоих 5. Копия меня 6. Родной |

### Видеоклипы
- 2014 — Верь мне[28]
- 2014 — We Are One[28]
- 2014 — Змінити все[29]
- 2016 — Лететь высоко
- 2019 — Мы стоим у воды
- 2019 — Киев — Москва
- 2020 — Харизма
- 2020 — Не обижай меня

### Синглы в составе группы «ВИА Гра»
| Год  | Название        |
| ---- | --------------- |
| 2020 | Рикошет         |
| 2021 | Антигейша 2021  |
| 2021 | Родниковая вода |
| 2021 | Манекен         |

### Видеоклипы в составе группы «ВИА Гра»
- 2020 — Рикошет
- 2021 — Манекен

### Совместные проекты
| Год  | Название | Чарты                 | Чарты                         |
| Год  | Название | СНГ[A]                | СНГ[A]                        |
| Год  | Название | TopHit Weekly General | TopHit Weekly Audience Choice |
| ---- | --- | --------------------- | ----------------------------- |
| 2015 | «Мир без войны» - песня в исполнении коллектива «Дети Земли» (с участием детей из «Республики KIDS», Open Kids, Софии Тарасовой и др.) | 313                   | 283                           |

[A] Чарты составляются на основе данных с 200 радиостанций в России, а также 230 русскоязычных радиостанций по всему миру (на Украине, в других странах СНГ, в Прибалтике, на Кипре, в Израиле, Германии, США и Канаде).